# Marie-Thérèse et son frère le dauphin
Marie-Thérèse et son frère le dauphin, également connu sous le nom Louis-Joseph-Xavier-François de France et Marie-Thérèse-Charlotte de France est un tableau réalisé en 1784 par la peintre française Élisabeth Vigée Le Brun.
Cette huile sur toile, représentant Marie-Thérèse et son jeune frère le dauphin Louis-Joseph, est exposée au Château de Versailles.

## Genèse du tableau

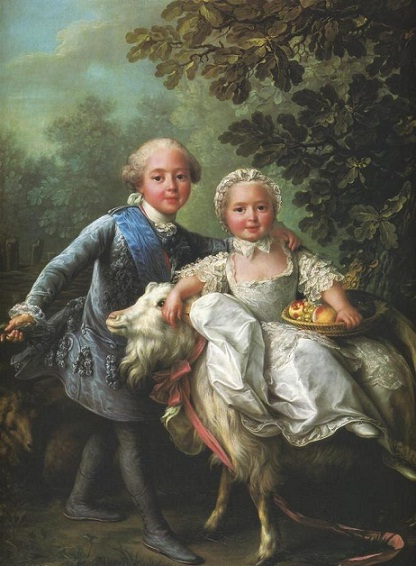
Le tableau de François-Hubert Drouais inspire Élisabeth Vigée Le Brun.

En 1784, la reine de France Marie-Antoinette commande à Élisabeth Vigée Le Brun un double portrait de ses enfants, Marie-Thérèse âgée de six ans et Louis-Joseph âgé de trois ans.
Pour réaliser son tableau, Élisabeth Vigée Le Brun s'inspire d'une œuvre de François-Hubert Drouais, intitulée Le comte d'Artois et sa sœur, madame Clotilde exécutée en 1763. En effet, le thème et la composition sont très proches : dans les deux tableaux, l'aîné porte une main sur l'épaule du cadet, un paysage champêtre figure en arrière-plan et les enfants posent en présence d'un animal (une chèvre chez Drouais et des oisillons chez Vigée Le Brun). Néanmoins, à la différence de son modèle, Vigée Le Brun insiste davantage sur la relation fraternelle unissant les deux personnages, Marie-Thérèse portant un regard protecteur sur son jeune frère le Dauphin.

## Description
Le tableau représente les enfants royaux Marie-Thérèse et Louis-Joseph, assis par terre, dans un cadre champêtre. Ils tiennent dans leurs mains un nid encore habité par ses oisillons.
Tandis que Marie-Thérèse regarde avec bienveillance son frère, seul celui-ci regarde le spectateur. Sur son costume « à la matelote » ou « à la marinière » en satin de soie prune, le Dauphin arbore la Croix de l'Ordre du Saint-Esprit, distinction que tout fils de France reçoit le jour de son baptême.
Si le chapeau de feutre du Louis-Joseph est posé devant lui sur un bouquet de fleurs, sa sœur s'abrite sous un chapeau de paille. Elle est vêtue d’une robe fourreau de satin rayé, bordée de fine dentelle aux manches.

## Réception de l'œuvre
Exposé au Salon de 1785 sous le no 85, le tableau reçut un accueil enthousiaste. Un des commentateurs, l'abbé Soulavie observa : « la tête de Madame Royale, fille du roi, est pleine de grâce. Madame Le Brun y a puisé son savoir dans l'art des belles physionomies où elle excelle ».
Le tableau est conservé au Musée national des châteaux de Versailles et de Trianon.